# راندولف (یوتا)
راندولف (به انگلیسی: Randolph) شهری در ایالت یوتا کشور ایالات متحده آمریکا است که جمعیت آن در سرشماری سال ۲۰۱۰ میلادی، ۴۶۴ نفر بوده‌است.